# Kazans tunnelbana

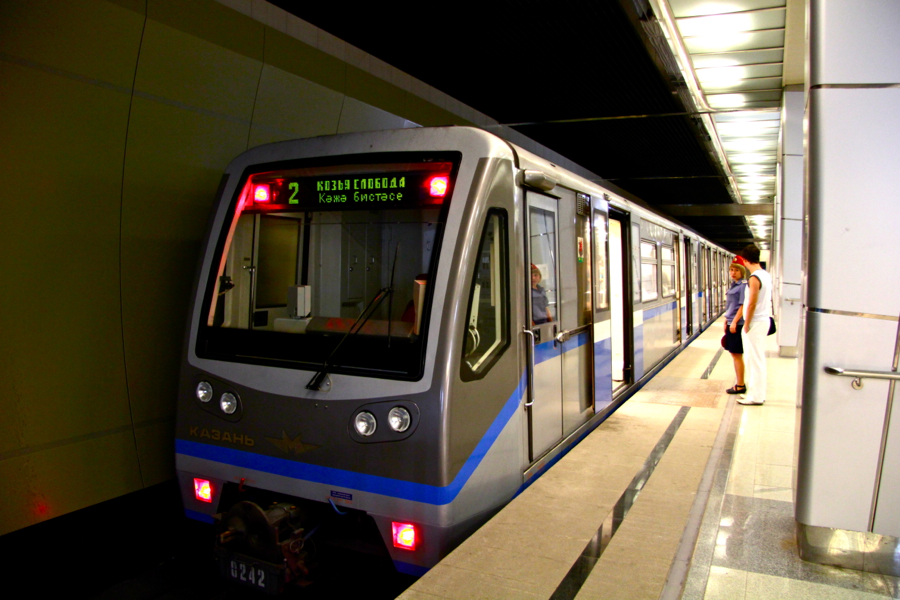

Karta över tunnelbanan

Kazans tunnelbana, (ryska:Казанский Метрополитен; tatariska: Казан метрополитены, Qazan Metropolitenı), är ett tunnelbanesystem i staden Kazan i Ryssland. Den första linjen (linje 1) öppnades 2005 och består av 11 stationer.